# Hans Gudewerdt den yngre
 Der er flere personer med dette navn, se Hans Gudewerdt.
Hans Gudewerdt den yngre (også Hans Gudewerth den yngre) (født mellem 1593 og 1603 i Egernførde, død 12. februar 1671) var en kendt, sønderjysk billedskærer i 1600-tallet. Han var far til Hans Gudewerdt den yngste.
Hans Gudewerdt den Yngre blev født omkring 1600 i Egernførde som søn af billedskæreren Hans Gudewerdt den ældre. Han blev uddannet i faderens værksted og gik derefter tre år på uddannelserejse. Efter hjemkomsten skaffede han sig ry som lokal bruskbarokkunstner. I 1634 blev han mester i Egernførde. I 1646 valgtes han til lavets oldermand. 
Hans Gudewerth den yngre skabte bl.a. den signerede altertavle i Sankt Nikolaj Kirke i Egernførde og altertavlen i kirken i Kappel. Også døbefonten i Gelting, prædikestolen i Sørup, snitværket til gravkapeller i Egernførde og i Vor Frue Kirken i Flensborg kan nævnes. Desuden har han virket en tid på Langeland og på Lolland.
I sit værksted havde han haft både lærlinge og svende. En af dem var Lorentz Jørgensen, hvis arbejder er stærkt påvirket af Hans Gudewerdt.